# Garòs
Garòs és una entitat de població del municipi de Naut Aran, al terçó d'Arties e Garòs de la Vall d'Aran. El 2019 tenia 132 habitants (que el 1981 eren 112).
Està situada al vessant dret del Garona, a 1.115 metres d'altitud, entre els barrancs de Cal i Salider. Està al límit entre el terme de Naut Aran i Vielha e Mijaran. Era un agregat a l'antic terme d'Arties, i és al peu de la muntanya d'Espiargo, sobre la carretera C-142, a la qual és unit per un brancal.
Com altres pobles de la Val d'Aran, Garós tingué un passat de certa importància, del qual són testimoni alguns escuts nobiliaris, així com finestres gòtiques i renaixentistes. El nucli antic, centrat per l'església parroquial de Sant Julià, romànica i gòtica, s'ha vist continuat vers llevant els darrers anys de febre urbanística i especuladora amb la construcció d'una sèrie d'habitatges de residència secundària que formen la urbanització dita Era Pleta de Garós.
Fou municipi independent fins a meitat de segle xix quan es va integrar a Arties.

## Llocs d'interès

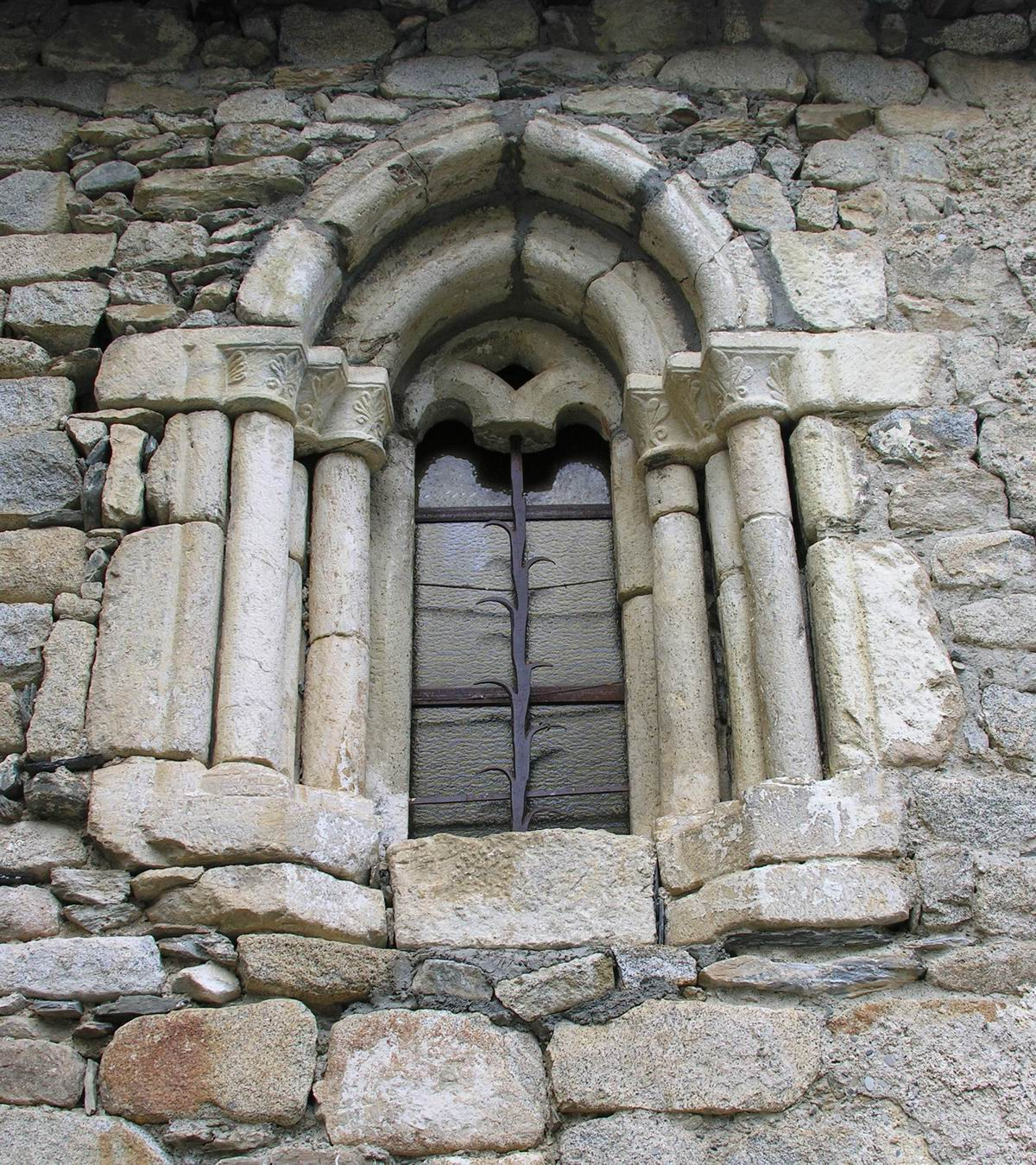
Finestra de Sant Julià de Garòs

- Església de Sant Julià, d'origen romànic, però amb importants remodelacions.[4]

## Festes locals
- Festa major el 16 d'agost per Sant Roc.
- Festa de Sant Julià el 28 d'agost.